# 거북선공원
거북선공원은 대한민국 전라남도 여수시 학동에 소재한 공원이다. 1992년에 조성되었으며, 면적은 48,630 제곱미터 (523,400 ft2)다.